# 大庙乡 (营山县)
大庙乡，是中华人民共和国四川省南充市营山县下辖的一个乡镇级行政单位。2019年10月，撤销通天乡，将其所属行政区域划归大庙乡管辖。

## 行政区划
大庙乡下辖以下地区：
南岳村、白衣村、古楼村、锣鼓村、花冠村、木家村、东沟村、鸡山村、锅厂村、白庙村、断垭村、门石村和祠堂村、通天村、三元村、龙滩村、月形村、兰湾村、木罗村、高庙村、新光村、全福村、栀子村、高山村、新庙村和金堂村。